# Diocesi di Fall River
La diocesi di Fall River (in latino Dioecesis Riverormensis) è una sede della Chiesa cattolica negli Stati Uniti d'America suffraganea dell'arcidiocesi di Boston. Nel 2021 contava 275.290 battezzati su 825.540 abitanti. È retta dal vescovo Edgar Moreira da Cunha, S.D.V.

## Territorio
La diocesi comprende 4 contee del Massachusetts negli Stati Uniti d'America: Barnstable, Bristol, Dukes e Nantucket, e le città di Mattapoisett, Marion e Wareham nella contea di Plymouth.
Sede vescovile è la città di Fall River, dove si trova la cattedrale di Santa Maria (Saint Mary).
Il territorio si estende su 3.107 km² ed è suddiviso in 78 parrocchie.

## Storia
La diocesi è stata eretta il 12 marzo 1904 con il breve Superni apostolatus di papa Pio X, ricavandone il territorio dalla diocesi di Providence.

## Cronotassi dei vescovi
Si omettono i periodi di sede vacante non superiori ai 2 anni o non storicamente accertati.
- William Stang † (12 marzo 1904 - 2 febbraio 1907 deceduto)
- Daniel Francis Feehan † (3 luglio 1907 - 19 luglio 1934 deceduto)
- James Edwin Cassidy † (28 luglio 1934 - 17 maggio 1951 deceduto)
- James Louis Connolly † (17 maggio 1951 succeduto - 30 ottobre 1970 dimesso[1])
- Daniel Anthony Cronin (30 ottobre 1970 - 10 dicembre 1991 nominato arcivescovo di Hartford)
- Sean Patrick O'Malley, O.F.M.Cap. (16 giugno 1992 - 3 settembre 2002 nominato vescovo di Palm Beach)
- George William Coleman † (30 aprile 2003 - 3 luglio 2014 ritirato)
- Edgar Moreira da Cunha, S.D.V., dal 3 luglio 2014

## Statistiche
La diocesi nel 2021 su una popolazione di 825.540 persone contava 275.290 battezzati, corrispondenti al 33,3% del totale.
| anno | popolazione | popolazione | popolazione | presbiteri | presbiteri | presbiteri | presbiteri                | diaconi | religiosi | religiosi | parrocchie |
| anno | battezzati  | totale      | %           | numero     | secolari   | regolari   | battezzati per presbitero | diaconi | uomini    | donne     | parrocchie |
| ---- | ----------- | ----------- | ----------- | ---------- | ---------- | ---------- | ------------------------- | ------- | --------- | --------- | ---------- |
| 1950 | 214.515     | 440.729     | 48,7        | 316        | 206        | 110        | 678                       |         | 94        | 987       | 97         |
| 1966 | 277.916     | 494.723     | 56,2        | 410        | 244        | 166        | 677                       |         | 290       | 1.020     | 109        |
| 1970 | 297.418     | 493.723     | 60,2        | 422        | 241        | 181        | 704                       |         | 208       | 1.004     | 112        |
| 1976 | 325.000     | 535.000     | 60,7        | 403        | 225        | 178        | 806                       |         | 231       | 812       | 113        |
| 1980 | 335.000     | 553.000     | 60,6        | 401        | 229        | 172        | 835                       |         | 216       | 747       | 113        |
| 1990 | 350.430     | 700.440     | 50,0        | 347        | 193        | 154        | 1.009                     | 36      | 194       | 512       | 111        |
| 1999 | 341.482     | 721.500     | 47,3        | 315        | 180        | 135        | 1.084                     | 56      | 27        | 366       | 111        |
| 2000 | 361.350     | 735.900     | 49,1        | 296        | 159        | 137        | 1.220                     | 62      | 168       | 326       | 110        |
| 2001 | 348.549     | 787.876     | 44,2        | 297        | 167        | 130        | 1.173                     | 62      | 166       | 314       | 106        |
| 2002 | 350.570     | 590.911     | 59,3        | 294        | 172        | 122        | 1.192                     | 62      | 158       | 303       | 103        |
| 2003 | 346.054     | 824.235     | 42,0        | 310        | 169        | 141        | 1.116                     | 90      | 167       | 295       | 101        |
| 2006 | 347.385     | 831.965     | 41,8        | 274        | 153        | 121        | 1.267                     | 85      | 131       | 212       | 96         |
| 2013 | 315.000     | 834.000     | 37,8        | 224        | 140        | 84         | 1.406                     | 81      | 98        | 147       | 89         |
| 2016 | 288.439     | 831.062     | 34,7        | 200        | 131        | 69         | 1.442                     | 94      | 80        | 99        | 82         |
| 2019 | 278.863     | 836.255     | 33,3        | 180        | 122        | 58         | 1.549                     | 87      | 71        | 112       | 80         |
| 2021 | 275.290     | 825.540     | 33,3        | 186        | 123        | 63         | 1.480                     | 89      | 73        | 105       | 78         |